# فرانک مک‌هیو
فرانک مک‌هیو (انگلیسی: Frank McHugh؛ ۲۳ مهٔ ۱۸۹۸ – ۱۱ سپتامبر ۱۹۸۱) بازیگر اهل ایالات متحده آمریکا بود.
از فیلم‌هایی که وی در آن نقش داشته است، می‌توان به به راه خود می‌روم، پرواز شناسایی، جشن فوتلایت، شهر داج، صفحه نخست، تلاش واپسین، نیروی دریایی وارد می‌شود، رؤیای شب نیمه تابستان، چهار دختر، جاذبه‌های شهر بزرگ، پُر مشغله و بادآورده را باد می‌برد اشاره کرد.